# Zia Us-Salam
Zia Us-Salam (n. Chitral, 4 de febrero de 1990) es un jugador de fútbol profesional pakistaní que juega en la demarcación de centrocampista.

## Biografía
Zia Us-Salam debutó en 2008 con 18 años con el KRL FC, equipo de la Liga Premier de Pakistán en el que permanece desde entonces, consiguiendo un total de cuatro ligas en las temporadas 2008/2009, 2010/2011, 2012/2013 y 2013/2014, y un total de cuatro copas de Pakistán en 2009, 2010, 2011 y 2012. 

## Selección nacional
Debutó con la selección de fútbol de Pakistán en 2012 contra la selección de fútbol de Singapur, partido que acabó con derrota pakistaní. Además jugó dos partidos de fase de grupos en el Campeonato de la SAFF 2013.

## Clubes
Actualizado al último partido disputado el 6 de junio de 2021.
| Club   | País     | Año             | Partidos | Goles |
| ------ | -------- | --------------- | -------- | ----- |
| KRL FC | Pakistán | 2008 - presente | 160      | 11    |

## Palmarés
- Liga Premier de Pakistán (5) - 2009, 2011, 2013, 2014, 2019
- Copa de Pakistán (4) - 2009, 2010, 2011, 2012, 2015, 2016